# Survival 3C Masters 2019/4
Das Survival 3C Masters 2019/4 (vorher: Dreiband Challenge Masters, 3CC) ist eine Dreiband-Turnierserie in der Disziplin des Karambolagebillards und findet vom 19. bis zum 22. September in Seoul in Südkorea statt. Das Turnier wird als Survival 3C Masters von der UMB und Kozoom ausgerichtet. Durch das hohe Preisgeld von 258.600 US$ ist es eine der höchstdotierten Turnierserien der UMB.

## Geschichte
Nach den Differenzen zwischen der UMB und der PBA (Professional Billiards Association) wurden alle Spieler die an PBA-Turnieren teilnehmen von der UMB für alle internationalen Turniere, die von der UMB organisiert werden, ausgeschlossen. Bei diesem Turnier betrifft das den Weltranglistenzweiten Frédéric Caudron und Eddy Leppens als Zwanzigster. Der deutsche Weltranglistendreizehnte Martin Horn muss aus gesundheitlichen Gründen das Turnier absagen. Dafür rückt der Däne Dion Nelin in das Feld der gesetzten Spieler nach.
Aufgrund der hohen Nachfrage zu diesem Turnier wurde das Teilnehmerfeld in der Hauptrunde auf 32 Spieler erhöht. Es wurde vorab ein Qualifikationsturnier mit 104 Spielern ausgetragen. Die besten Acht qualifizierten sich für das Hauptturnier. Unter den 104 Qualifikanten sind 89 koreanische Spieler, vier Damen, vier Junioren und sieben Wildcards für die Seoul Billiards Federation (SBF). Damit sind insgesamt 128 Spieler am Start.
Als erste Frau erhielt die Frauenweltmeisterin Therese Klompenhouwer eine Wildcard für das erweiterte Turnier.

## Preisgeld
| Preisgeld ($) | Preisgeld ($) |
| ------------- | ------------- |
| Sieger        | 50.000        |
| Finalist      | 21.000        |
| 3. Platz      | 18.000        |
| 4. Platz      | 15.000        |
| 5. – 8.       | 10.000        |
| 9. – 16.      | 7.000         |
| 17. – 24.     | 5.200         |
| 25. – 32.     | 2.125         |
| Insgesamt     | 258.600       |

## Turniermodus
Änderungen:
- Es wird in acht Gruppen zu je vier Spielern gespielt.
- Es wird eine zweite „2. Chance“ geben.

## Gesetzte Spieler und Wildcards
20 Plätze nach Weltrangliste
1. Dick Jaspers
2. Marco Zanetti
3. Tayfun Taşdemir
4. Semih Saygıner
5. Eddy Merckx
6. Cho Jae-ho
7. Trần Quyết Chiến
8. Sameh Sidhom
9. Murat Naci Çoklu
10. Jérémy Bury
11. Kim Haeng-jik
12. Heo Jung-han
13. Torbjörn Blomdahl
14. Cho Myung-woo
15. Choi Sung-won
16. Nguyễn Quốc Nguyện
17. Daniel Sánchez
18. Roland Forthomme
19. Lütfi Çenet
20. Dion Nelin *1

*1 Nelin rückte für den verletzungsbedingt ausgefallenen Martin Horn (13.) nach.
| Wildcardspieler 1. Nikos Polychronopoulos (Kozoom Wildcard) 2. Therese Klompenhouwer (Kozoom Wildcard) 3. Choi Wan-young (KBF Wildcard) 4. Lim Hyung-mook (SBF Wildcard) | + 8 Qualifikanten der KBF: 1. Kang In-won 2. Seo Chang-hoon 3. Yoon Sung-ha 4. Kim Hyun-suk 5. Kim Min-seok 6. Kim Hui-dong 7. Ahn Ji-hoon 8. Jang Dae-hyun |

## Qualifikation Hauptturnier
Die Gruppensieger und die vier besten Zweitplatzierten ziehen direkt in das Viertelfinale ein. Die vier anderen Zweitplatzierten ziehen direkt in die zweite „2. Chance“ weiter. Die Dritt- und Viertplatzierten müssen zunächst in die Runde der ersten „2. Chance“.
Viertelfinale
zweite „2. Chance“
erste „2. Chance“
Die angegebenen Spielzeiten beziehen sich auf Ortszeit Seoul (MESZ +7h).
| Abschlusstabelle Gruppe A Spielzeit: 19. September 2019; 12:00 | Abschlusstabelle Gruppe A Spielzeit: 19. September 2019; 12:00 | Abschlusstabelle Gruppe A Spielzeit: 19. September 2019; 12:00 | Abschlusstabelle Gruppe A Spielzeit: 19. September 2019; 12:00 | Abschlusstabelle Gruppe A Spielzeit: 19. September 2019; 12:00 | Abschlusstabelle Gruppe A Spielzeit: 19. September 2019; 12:00 | Abschlusstabelle Gruppe A Spielzeit: 19. September 2019; 12:00 | Abschlusstabelle Gruppe A Spielzeit: 19. September 2019; 12:00 |
| Platz                                                          | Name                                                           | Pkt. (+ 2x30)                                                  | Pkt.                                                           | Aufn.                                                          | ED                                                             | 1. HS                                                          | 2. HS                                                          |
| -------------------------------------------------------------- | -------------------------------------------------------------- | -------------------------------------------------------------- | -------------------------------------------------------------- | -------------------------------------------------------------- | -------------------------------------------------------------- | -------------------------------------------------------------- | -------------------------------------------------------------- |
| 1                                                              | Jang Dae-Hyun                                                  | 66                                                             | 29                                                             | 16                                                             | 1,812                                                          | 7                                                              | 6                                                              |
| 2                                                              | Semih Saygıner                                                 | 62                                                             | 28                                                             | 16                                                             | 1,750                                                          | 7                                                              | 4                                                              |
| 3                                                              | N. Polychronopoulos                                            | 62                                                             | 28                                                             | 16                                                             | 1,750                                                          | 6                                                              | 5                                                              |
| 4                                                              | Cho Myung-woo                                                  | 50                                                             | 25                                                             | 16                                                             | 1,562                                                          | 5                                                              | 4                                                              |

| Abschlusstabelle Gruppe B Spielzeit: 19. September 2019; 14:00 | Abschlusstabelle Gruppe B Spielzeit: 19. September 2019; 14:00 | Abschlusstabelle Gruppe B Spielzeit: 19. September 2019; 14:00 | Abschlusstabelle Gruppe B Spielzeit: 19. September 2019; 14:00 | Abschlusstabelle Gruppe B Spielzeit: 19. September 2019; 14:00 | Abschlusstabelle Gruppe B Spielzeit: 19. September 2019; 14:00 | Abschlusstabelle Gruppe B Spielzeit: 19. September 2019; 14:00 | Abschlusstabelle Gruppe B Spielzeit: 19. September 2019; 14:00 |
| Platz                                                          | Name                                                           | Pkt. (+ 2x30)                                                  | Pkt.                                                           | Aufn.                                                          | ED                                                             | 1. HS                                                          | 2. HS                                                          |
| -------------------------------------------------------------- | -------------------------------------------------------------- | -------------------------------------------------------------- | -------------------------------------------------------------- | -------------------------------------------------------------- | -------------------------------------------------------------- | -------------------------------------------------------------- | -------------------------------------------------------------- |
| 1                                                              | Cho Jae-ho                                                     | 90                                                             | 34                                                             | 15                                                             | 2,266                                                          | 17                                                             | 4                                                              |
| 2                                                              | Daniel Sánchez                                                 | 76                                                             | 33                                                             | 15                                                             | 2,200                                                          | 6                                                              | 5                                                              |
| 3                                                              | Heo Jung-han                                                   | 74                                                             | 32                                                             | 15                                                             | 2,133                                                          | 11                                                             | 5                                                              |
| 4                                                              | Kim Hui-dong                                                   | 0                                                              | 5                                                              | 12                                                             | 0,416                                                          | 2                                                              | 1                                                              |

| Abschlusstabelle Gruppe C Spielzeit: 19. September 2019; 16:00 | Abschlusstabelle Gruppe C Spielzeit: 19. September 2019; 16:00 | Abschlusstabelle Gruppe C Spielzeit: 19. September 2019; 16:00 | Abschlusstabelle Gruppe C Spielzeit: 19. September 2019; 16:00 | Abschlusstabelle Gruppe C Spielzeit: 19. September 2019; 16:00 | Abschlusstabelle Gruppe C Spielzeit: 19. September 2019; 16:00 | Abschlusstabelle Gruppe C Spielzeit: 19. September 2019; 16:00 | Abschlusstabelle Gruppe C Spielzeit: 19. September 2019; 16:00 |
| Platz                                                          | Name                                                           | Pkt. (+ 2x30)                                                  | Pkt.                                                           | Aufn.                                                          | ED                                                             | 1. HS                                                          | 2. HS                                                          |
| -------------------------------------------------------------- | -------------------------------------------------------------- | -------------------------------------------------------------- | -------------------------------------------------------------- | -------------------------------------------------------------- | -------------------------------------------------------------- | -------------------------------------------------------------- | -------------------------------------------------------------- |
| 1                                                              | Eddy Merckx                                                    | 103                                                            | 33                                                             | 17                                                             | 1,941                                                          | 8                                                              | 5                                                              |
| 2                                                              | Nguyễn Quốc Nguyện                                             | 59                                                             | 22                                                             | 17                                                             | 1,294                                                          | 6                                                              | 3                                                              |
| 3                                                              | Lütfi Çenet                                                    | 56                                                             | 21                                                             | 17                                                             | 1,235                                                          | 5                                                              | 4                                                              |
| 4                                                              | Yoon Sung-ha                                                   | 23                                                             | 13                                                             | 17                                                             | 0,764                                                          | 4                                                              | 2                                                              |

| Abschlusstabelle Gruppe D Spielzeit: 19. September 2019; 18:00 | Abschlusstabelle Gruppe D Spielzeit: 19. September 2019; 18:00 | Abschlusstabelle Gruppe D Spielzeit: 19. September 2019; 18:00 | Abschlusstabelle Gruppe D Spielzeit: 19. September 2019; 18:00 | Abschlusstabelle Gruppe D Spielzeit: 19. September 2019; 18:00 | Abschlusstabelle Gruppe D Spielzeit: 19. September 2019; 18:00 | Abschlusstabelle Gruppe D Spielzeit: 19. September 2019; 18:00 | Abschlusstabelle Gruppe D Spielzeit: 19. September 2019; 18:00 |
| Platz                                                          | Name                                                           | Pkt. (+ 2x30)                                                  | Pkt.                                                           | Aufn.                                                          | ED                                                             | 1. HS                                                          | 2. HS                                                          |
| -------------------------------------------------------------- | -------------------------------------------------------------- | -------------------------------------------------------------- | -------------------------------------------------------------- | -------------------------------------------------------------- | -------------------------------------------------------------- | -------------------------------------------------------------- | -------------------------------------------------------------- |
| 1                                                              | Roland Forthomme                                               | 96                                                             | 36                                                             | 13                                                             | 2,769                                                          | 14                                                             | 6                                                              |
| 2                                                              | Kim Haeng-jik                                                  | 60                                                             | 27                                                             | 13                                                             | 2,076                                                          | 7                                                              | 7                                                              |
| 3                                                              | Kim Hyun-suk                                                   | 56                                                             | 26                                                             | 13                                                             | 2,000                                                          | 6                                                              | 5                                                              |
| 4                                                              | Marco Zanetti                                                  | 28                                                             | 19                                                             | 13                                                             | 1,461                                                          | 5                                                              | 3                                                              |

| Abschlusstabelle Gruppe E Spielzeit: 19. September 2019; 20:00 | Abschlusstabelle Gruppe E Spielzeit: 19. September 2019; 20:00 | Abschlusstabelle Gruppe E Spielzeit: 19. September 2019; 20:00 | Abschlusstabelle Gruppe E Spielzeit: 19. September 2019; 20:00 | Abschlusstabelle Gruppe E Spielzeit: 19. September 2019; 20:00 | Abschlusstabelle Gruppe E Spielzeit: 19. September 2019; 20:00 | Abschlusstabelle Gruppe E Spielzeit: 19. September 2019; 20:00 | Abschlusstabelle Gruppe E Spielzeit: 19. September 2019; 20:00 |
| Platz                                                          | Name                                                           | Pkt. (+ 2x30)                                                  | Pkt.                                                           | Aufn.                                                          | ED                                                             | 1. HS                                                          | 2. HS                                                          |
| -------------------------------------------------------------- | -------------------------------------------------------------- | -------------------------------------------------------------- | -------------------------------------------------------------- | -------------------------------------------------------------- | -------------------------------------------------------------- | -------------------------------------------------------------- | -------------------------------------------------------------- |
| 1                                                              | Lim Hyung-mook                                                 | 99                                                             | 30                                                             | 18                                                             | 1,666                                                          | 10                                                             | 6                                                              |
| 2                                                              | Sameh Sidhom                                                   | 75                                                             | 24                                                             | 18                                                             | 1,333                                                          | 9                                                              | 4                                                              |
| 3                                                              | Murat Naci Çoklu                                               | 39                                                             | 15                                                             | 18                                                             | 0,833                                                          | 5                                                              | 3                                                              |
| 4                                                              | Seo Chang-hoon                                                 | 27                                                             | 12                                                             | 18                                                             | 0,666                                                          | 4                                                              | 2                                                              |

| Abschlusstabelle Gruppe F Spielzeit: 19. September 2019; 22:00 | Abschlusstabelle Gruppe F Spielzeit: 19. September 2019; 22:00 | Abschlusstabelle Gruppe F Spielzeit: 19. September 2019; 22:00 | Abschlusstabelle Gruppe F Spielzeit: 19. September 2019; 22:00 | Abschlusstabelle Gruppe F Spielzeit: 19. September 2019; 22:00 | Abschlusstabelle Gruppe F Spielzeit: 19. September 2019; 22:00 | Abschlusstabelle Gruppe F Spielzeit: 19. September 2019; 22:00 | Abschlusstabelle Gruppe F Spielzeit: 19. September 2019; 22:00 |
| Platz                                                          | Name                                                           | Pkt. (+ 2x30)                                                  | Pkt.                                                           | Aufn.                                                          | ED                                                             | 1. HS                                                          | 2. HS                                                          |
| -------------------------------------------------------------- | -------------------------------------------------------------- | -------------------------------------------------------------- | -------------------------------------------------------------- | -------------------------------------------------------------- | -------------------------------------------------------------- | -------------------------------------------------------------- | -------------------------------------------------------------- |
| 1                                                              | Choi Sung-won                                                  | 101                                                            | 33                                                             | 16                                                             | 2,062                                                          | 11                                                             | 5                                                              |
| 2                                                              | T. Klompenhouwer                                               | 53                                                             | 21                                                             | 16                                                             | 1,312                                                          | 6                                                              | 3                                                              |
| 3                                                              | Trần Quyết Chiến                                               | 45                                                             | 19                                                             | 16                                                             | 1,187                                                          | 7                                                              | 3                                                              |
| 4                                                              | Kim Min-seok                                                   | 41                                                             | 18                                                             | 16                                                             | 1,125                                                          | 7                                                              | 4                                                              |

| Abschlusstabelle Gruppe G Spielzeit: 20. September 2019; 12:00 | Abschlusstabelle Gruppe G Spielzeit: 20. September 2019; 12:00 | Abschlusstabelle Gruppe G Spielzeit: 20. September 2019; 12:00 | Abschlusstabelle Gruppe G Spielzeit: 20. September 2019; 12:00 | Abschlusstabelle Gruppe G Spielzeit: 20. September 2019; 12:00 | Abschlusstabelle Gruppe G Spielzeit: 20. September 2019; 12:00 | Abschlusstabelle Gruppe G Spielzeit: 20. September 2019; 12:00 | Abschlusstabelle Gruppe G Spielzeit: 20. September 2019; 12:00 |
| Platz                                                          | Name                                                           | Pkt. (+ 2x30)                                                  | Pkt.                                                           | Aufn.                                                          | ED                                                             | 1. HS                                                          | 2. HS                                                          |
| -------------------------------------------------------------- | -------------------------------------------------------------- | -------------------------------------------------------------- | -------------------------------------------------------------- | -------------------------------------------------------------- | -------------------------------------------------------------- | -------------------------------------------------------------- | -------------------------------------------------------------- |
| 1                                                              | Dion Nelin                                                     | 119                                                            | 42                                                             | 15                                                             | 2,800                                                          | 9                                                              | 6                                                              |
| 2                                                              | Ahn Ji-hoon                                                    | 63                                                             | 30                                                             | 15                                                             | 2,000                                                          | 5                                                              | 4                                                              |
| 3                                                              | Tayfun Taşdemir                                                | 32                                                             | 18                                                             | 13                                                             | 1,384                                                          | 5                                                              | 5                                                              |
| 4                                                              | Jérémy Bury                                                    | 26                                                             | 19                                                             | 15                                                             | 1,266                                                          | 5                                                              | 5                                                              |

| Abschlusstabelle Gruppe H Spielzeit: 20. September 2019; 14:00 | Abschlusstabelle Gruppe H Spielzeit: 20. September 2019; 14:00 | Abschlusstabelle Gruppe H Spielzeit: 20. September 2019; 14:00 | Abschlusstabelle Gruppe H Spielzeit: 20. September 2019; 14:00 | Abschlusstabelle Gruppe H Spielzeit: 20. September 2019; 14:00 | Abschlusstabelle Gruppe H Spielzeit: 20. September 2019; 14:00 | Abschlusstabelle Gruppe H Spielzeit: 20. September 2019; 14:00 | Abschlusstabelle Gruppe H Spielzeit: 20. September 2019; 14:00 |
| Platz                                                          | Name                                                           | Pkt. (+ 2x30)                                                  | Pkt.                                                           | Aufn.                                                          | ED                                                             | 1. HS                                                          | 2. HS                                                          |
| -------------------------------------------------------------- | -------------------------------------------------------------- | -------------------------------------------------------------- | -------------------------------------------------------------- | -------------------------------------------------------------- | -------------------------------------------------------------- | -------------------------------------------------------------- | -------------------------------------------------------------- |
| 1                                                              | Torbjörn Blomdahl                                              | 78                                                             | 29                                                             | 17                                                             | 1,705                                                          | 6                                                              | 4                                                              |
| 2                                                              | Choi Wan-young                                                 | 70                                                             | 27                                                             | 17                                                             | 1,588                                                          | 7                                                              | 5                                                              |
| 3                                                              | Dick Jaspers                                                   | 46                                                             | 21                                                             | 17                                                             | 1,235                                                          | 5                                                              | 4                                                              |
| 4                                                              | Kang In-won                                                    | 46                                                             | 21                                                             | 17                                                             | 1,235                                                          | 4                                                              | 3                                                              |

Quellen:

## Erste 2. Chance
Platz 1 und 2 qualifizieren für die zweite 2. Chance. Ab hier scheiden die Dritt- und Viertplatzierten aus.

Die angegebenen Spielzeiten beziehen sich auf Ortszeit Seoul (MESZ +7h).
| Abschlusstabelle Gruppe I Spielzeit: 20. September 2019; 16:30 | Abschlusstabelle Gruppe I Spielzeit: 20. September 2019; 16:30 | Abschlusstabelle Gruppe I Spielzeit: 20. September 2019; 16:30 | Abschlusstabelle Gruppe I Spielzeit: 20. September 2019; 16:30 | Abschlusstabelle Gruppe I Spielzeit: 20. September 2019; 16:30 | Abschlusstabelle Gruppe I Spielzeit: 20. September 2019; 16:30 | Abschlusstabelle Gruppe I Spielzeit: 20. September 2019; 16:30 | Abschlusstabelle Gruppe I Spielzeit: 20. September 2019; 16:30 |
| Platz                                                          | Name                                                           | Pkt. (+ 2x30)                                                  | Pkt.                                                           | Aufn.                                                          | ED                                                             | 1. HS                                                          | 2. HS                                                          |
| -------------------------------------------------------------- | -------------------------------------------------------------- | -------------------------------------------------------------- | -------------------------------------------------------------- | -------------------------------------------------------------- | -------------------------------------------------------------- | -------------------------------------------------------------- | -------------------------------------------------------------- |
| 1                                                              | Tayfun Taşdemir                                                | 134                                                            | 47                                                             | 17                                                             | 2,764                                                          | 11                                                             | 8                                                              |
| 2                                                              | Heo Jung-han                                                   | 58                                                             | 28                                                             | 17                                                             | 1,647                                                          | 6                                                              | 3                                                              |
| 3                                                              | Cho Myung-woo                                                  | 26                                                             | 20                                                             | 17                                                             | 1,176                                                          | 4                                                              | 4                                                              |
| 4                                                              | Kim Hui-dong                                                   | 22                                                             | 19                                                             | 17                                                             | 1,117                                                          | 5                                                              | 4                                                              |

| Abschlusstabelle Gruppe J Spielzeit: 20. September 2019; 18:30 | Abschlusstabelle Gruppe J Spielzeit: 20. September 2019; 18:30 | Abschlusstabelle Gruppe J Spielzeit: 20. September 2019; 18:30 | Abschlusstabelle Gruppe J Spielzeit: 20. September 2019; 18:30 | Abschlusstabelle Gruppe J Spielzeit: 20. September 2019; 18:30 | Abschlusstabelle Gruppe J Spielzeit: 20. September 2019; 18:30 | Abschlusstabelle Gruppe J Spielzeit: 20. September 2019; 18:30 | Abschlusstabelle Gruppe J Spielzeit: 20. September 2019; 18:30 |
| Platz                                                          | Name                                                           | Pkt. (+ 2x30)                                                  | Pkt.                                                           | Aufn.                                                          | ED                                                             | 1. HS                                                          | 2. HS                                                          |
| -------------------------------------------------------------- | -------------------------------------------------------------- | -------------------------------------------------------------- | -------------------------------------------------------------- | -------------------------------------------------------------- | -------------------------------------------------------------- | -------------------------------------------------------------- | -------------------------------------------------------------- |
| 1                                                              | Murat Naci Çoklu                                               | 86                                                             | 29                                                             | 22                                                             | 1,318                                                          | 4                                                              | 4                                                              |
| 2                                                              | Nikos Polychronopoulos                                         | 70                                                             | 25                                                             | 22                                                             | 1,136                                                          | 5                                                              | 3                                                              |
| 3                                                              | Kang In-won                                                    | 54                                                             | 21                                                             | 22                                                             | 0,954                                                          | 6                                                              | 4                                                              |
| 4                                                              | Yoon Sung-ha                                                   | 30                                                             | 15                                                             | 22                                                             | 0,681                                                          | 3                                                              | 2                                                              |

| Abschlusstabelle Gruppe K Spielzeit: 20. September 2019; 20:30 | Abschlusstabelle Gruppe K Spielzeit: 20. September 2019; 20:30 | Abschlusstabelle Gruppe K Spielzeit: 20. September 2019; 20:30 | Abschlusstabelle Gruppe K Spielzeit: 20. September 2019; 20:30 | Abschlusstabelle Gruppe K Spielzeit: 20. September 2019; 20:30 | Abschlusstabelle Gruppe K Spielzeit: 20. September 2019; 20:30 | Abschlusstabelle Gruppe K Spielzeit: 20. September 2019; 20:30 | Abschlusstabelle Gruppe K Spielzeit: 20. September 2019; 20:30 |
| Platz                                                          | Name                                                           | Pkt. (+ 2x30)                                                  | Pkt.                                                           | Aufn.                                                          | ED                                                             | 1. HS                                                          | 2. HS                                                          |
| -------------------------------------------------------------- | -------------------------------------------------------------- | -------------------------------------------------------------- | -------------------------------------------------------------- | -------------------------------------------------------------- | -------------------------------------------------------------- | -------------------------------------------------------------- | -------------------------------------------------------------- |
| 1                                                              | Jérémy Bury                                                    | 77                                                             | 28                                                             | 14                                                             | 2,000                                                          | 14                                                             | 3                                                              |
| 2                                                              | Trần Quyết Chiến                                               | 73                                                             | 27                                                             | 14                                                             | 1,928                                                          | 4                                                              | 4                                                              |
| 3                                                              | Kim Min-seok                                                   | 45                                                             | 20                                                             | 14                                                             | 1,428                                                          | 6                                                              | 4                                                              |
| 4                                                              | Kim Hyun-suk                                                   | 45                                                             | 20                                                             | 14                                                             | 1,428                                                          | 6                                                              | 3                                                              |

| Abschlusstabelle Gruppe L Spielzeit: 20. September 2019; 22:30 | Abschlusstabelle Gruppe L Spielzeit: 20. September 2019; 22:30 | Abschlusstabelle Gruppe L Spielzeit: 20. September 2019; 22:30 | Abschlusstabelle Gruppe L Spielzeit: 20. September 2019; 22:30 | Abschlusstabelle Gruppe L Spielzeit: 20. September 2019; 22:30 | Abschlusstabelle Gruppe L Spielzeit: 20. September 2019; 22:30 | Abschlusstabelle Gruppe L Spielzeit: 20. September 2019; 22:30 | Abschlusstabelle Gruppe L Spielzeit: 20. September 2019; 22:30 |
| Platz                                                          | Name                                                           | Pkt. (+ 2x30)                                                  | Pkt.                                                           | Aufn.                                                          | ED                                                             | 1. HS                                                          | 2. HS                                                          |
| -------------------------------------------------------------- | -------------------------------------------------------------- | -------------------------------------------------------------- | -------------------------------------------------------------- | -------------------------------------------------------------- | -------------------------------------------------------------- | -------------------------------------------------------------- | -------------------------------------------------------------- |
| 1                                                              | Marco Zanetti                                                  | 109                                                            | 34                                                             | 15                                                             | 2,266                                                          | 12                                                             | 6                                                              |
| 2                                                              | Dick Jaspers                                                   | 60                                                             | 21                                                             | 14                                                             | 1,500                                                          | 4                                                              | 3                                                              |
| 3                                                              | Seo Chang-hoon                                                 | 53                                                             | 20                                                             | 15                                                             | 1,333                                                          | 4                                                              | 3                                                              |
| 4                                                              | Lütfi Çenet                                                    | 18                                                             | 12                                                             | 15                                                             | 0,800                                                          | 3                                                              | 3                                                              |

Quellen:

## Zweite 2. Chance
Die Erstplatzierten und der beste Zweite qualifizieren sich für das Viertelfinale.

Die angegebenen Spielzeiten beziehen sich auf Ortszeit Seoul (MESZ +7h).
| Abschlusstabelle Gruppe M Spielzeit: 21. September 2019; 10:00 | Abschlusstabelle Gruppe M Spielzeit: 21. September 2019; 10:00 | Abschlusstabelle Gruppe M Spielzeit: 21. September 2019; 10:00 | Abschlusstabelle Gruppe M Spielzeit: 21. September 2019; 10:00 | Abschlusstabelle Gruppe M Spielzeit: 21. September 2019; 10:00 | Abschlusstabelle Gruppe M Spielzeit: 21. September 2019; 10:00 | Abschlusstabelle Gruppe M Spielzeit: 21. September 2019; 10:00 | Abschlusstabelle Gruppe M Spielzeit: 21. September 2019; 10:00 |
| Platz                                                          | Name                                                           | Pkt. (+ 2x30)                                                  | Pkt.                                                           | Aufn.                                                          | ED                                                             | 1. HS                                                          | 2. HS                                                          |
| -------------------------------------------------------------- | -------------------------------------------------------------- | -------------------------------------------------------------- | -------------------------------------------------------------- | -------------------------------------------------------------- | -------------------------------------------------------------- | -------------------------------------------------------------- | -------------------------------------------------------------- |
| 1                                                              | Semih Saygıner                                                 | 85                                                             | 33                                                             | 14                                                             | 2,357                                                          | 9                                                              | 5                                                              |
| 2                                                              | Murat Naci Çoklu                                               | 73                                                             | 30                                                             | 14                                                             | 2,142                                                          | 9                                                              | 7                                                              |
| 3                                                              | Heo Jung-han                                                   | 65                                                             | 28                                                             | 14                                                             | 2,000                                                          | 5                                                              | 4                                                              |
| 4                                                              | Marco Zanetti                                                  | 17                                                             | 16                                                             | 14                                                             | 1,142                                                          | 3                                                              | 3                                                              |

| Abschlusstabelle Gruppe N Spielzeit: 21. September 2019; 12:00 | Abschlusstabelle Gruppe N Spielzeit: 21. September 2019; 12:00 | Abschlusstabelle Gruppe N Spielzeit: 21. September 2019; 12:00 | Abschlusstabelle Gruppe N Spielzeit: 21. September 2019; 12:00 | Abschlusstabelle Gruppe N Spielzeit: 21. September 2019; 12:00 | Abschlusstabelle Gruppe N Spielzeit: 21. September 2019; 12:00 | Abschlusstabelle Gruppe N Spielzeit: 21. September 2019; 12:00 | Abschlusstabelle Gruppe N Spielzeit: 21. September 2019; 12:00 |
| Platz                                                          | Name                                                           | Pkt. (+ 2x30)                                                  | Pkt.                                                           | Aufn.                                                          | ED                                                             | 1. HS                                                          | 2. HS                                                          |
| -------------------------------------------------------------- | -------------------------------------------------------------- | -------------------------------------------------------------- | -------------------------------------------------------------- | -------------------------------------------------------------- | -------------------------------------------------------------- | -------------------------------------------------------------- | -------------------------------------------------------------- |
| 1                                                              | Kim Haeng-jik                                                  | 111                                                            | 41                                                             | 13                                                             | 3,153                                                          | 9                                                              | 7                                                              |
| 2                                                              | Dick Jaspers                                                   | 87                                                             | 35                                                             | 13                                                             | 2,692                                                          | 17                                                             | 7                                                              |
| 3                                                              | Jérémy Bury                                                    | 43                                                             | 24                                                             | 13                                                             | 1,846                                                          | 7                                                              | 5                                                              |
| 4                                                              | Tayfun Taşdemir                                                | −1                                                             | 13                                                             | 13                                                             | 1,000                                                          | 5                                                              | 3                                                              |

| Abschlusstabelle Gruppe O Spielzeit: 21. September 2019; 14:00 | Abschlusstabelle Gruppe O Spielzeit: 21. September 2019; 14:00 | Abschlusstabelle Gruppe O Spielzeit: 21. September 2019; 14:00 | Abschlusstabelle Gruppe O Spielzeit: 21. September 2019; 14:00 | Abschlusstabelle Gruppe O Spielzeit: 21. September 2019; 14:00 | Abschlusstabelle Gruppe O Spielzeit: 21. September 2019; 14:00 | Abschlusstabelle Gruppe O Spielzeit: 21. September 2019; 14:00 | Abschlusstabelle Gruppe O Spielzeit: 21. September 2019; 14:00 |
| Platz                                                          | Name                                                           | Pkt. (+ 2x30)                                                  | Pkt.                                                           | Aufn.                                                          | ED                                                             | 1. HS                                                          | 2. HS                                                          |
| -------------------------------------------------------------- | -------------------------------------------------------------- | -------------------------------------------------------------- | -------------------------------------------------------------- | -------------------------------------------------------------- | -------------------------------------------------------------- | -------------------------------------------------------------- | -------------------------------------------------------------- |
| 1                                                              | Trần Quyết Chiến                                               | 151                                                            | 48                                                             | 17                                                             | 2,823                                                          | 8                                                              | 6                                                              |
| 2                                                              | Nikos Polychronopoulos                                         | 83                                                             | 31                                                             | 17                                                             | 1,823                                                          | 8                                                              | 3                                                              |
| 3                                                              | Nguyễn Quốc Nguyện                                             | 11                                                             | 13                                                             | 17                                                             | 0,764                                                          | 3                                                              | 3                                                              |
| 4                                                              | T. Klompenhouwer                                               | −5                                                             | 9                                                              | 17                                                             | 0,529                                                          | 3                                                              | 2                                                              |

Quellen:

## Viertelfinale
Die beiden Gruppenersten qualifizieren sich für das Halbfinale.

Die angegebenen Spielzeiten beziehen sich auf Ortszeit Seoul (MESZ +7h).
| Abschlusstabelle Gruppe P Spielzeit: 21. September 2019; 16:00 | Abschlusstabelle Gruppe P Spielzeit: 21. September 2019; 16:00 | Abschlusstabelle Gruppe P Spielzeit: 21. September 2019; 16:00 | Abschlusstabelle Gruppe P Spielzeit: 21. September 2019; 16:00 | Abschlusstabelle Gruppe P Spielzeit: 21. September 2019; 16:00 | Abschlusstabelle Gruppe P Spielzeit: 21. September 2019; 16:00 | Abschlusstabelle Gruppe P Spielzeit: 21. September 2019; 16:00 | Abschlusstabelle Gruppe P Spielzeit: 21. September 2019; 16:00 |
| Platz                                                          | Name                                                           | Pkt. (+ 2x30)                                                  | Pkt.                                                           | Aufn.                                                          | ED                                                             | 1. HS                                                          | 2. HS                                                          |
| -------------------------------------------------------------- | -------------------------------------------------------------- | -------------------------------------------------------------- | -------------------------------------------------------------- | -------------------------------------------------------------- | -------------------------------------------------------------- | -------------------------------------------------------------- | -------------------------------------------------------------- |
| 1                                                              | Jang Dae-hyun                                                  | 70                                                             | 22                                                             | 17                                                             | 1,294                                                          | 8                                                              | 3                                                              |
| 2                                                              | Daniel Sánchez                                                 | 70                                                             | 22                                                             | 17                                                             | 1,294                                                          | 7                                                              | 6                                                              |
| 3                                                              | Dick Jaspers                                                   | 54                                                             | 18                                                             | 17                                                             | 1,058                                                          | 6                                                              | 3                                                              |
| 4                                                              | Dion Nelin                                                     | 46                                                             | 16                                                             | 17                                                             | 0,941                                                          | 4                                                              | 2                                                              |

| Abschlusstabelle Gruppe Q Spielzeit: 21. September 2019; 18:00 | Abschlusstabelle Gruppe Q Spielzeit: 21. September 2019; 18:00 | Abschlusstabelle Gruppe Q Spielzeit: 21. September 2019; 18:00 | Abschlusstabelle Gruppe Q Spielzeit: 21. September 2019; 18:00 | Abschlusstabelle Gruppe Q Spielzeit: 21. September 2019; 18:00 | Abschlusstabelle Gruppe Q Spielzeit: 21. September 2019; 18:00 | Abschlusstabelle Gruppe Q Spielzeit: 21. September 2019; 18:00 | Abschlusstabelle Gruppe Q Spielzeit: 21. September 2019; 18:00 |
| Platz                                                          | Name                                                           | Pkt. (+ 2x30)                                                  | Pkt.                                                           | Aufn.                                                          | ED                                                             | 1. HS                                                          | 2. HS                                                          |
| -------------------------------------------------------------- | -------------------------------------------------------------- | -------------------------------------------------------------- | -------------------------------------------------------------- | -------------------------------------------------------------- | -------------------------------------------------------------- | -------------------------------------------------------------- | -------------------------------------------------------------- |
| 1                                                              | Semih Saygıner                                                 | 165                                                            | 52                                                             | 16                                                             | 3,250                                                          | 13                                                             | 9                                                              |
| 2                                                              | Eddy Merckx                                                    | 37                                                             | 20                                                             | 16                                                             | 1,250                                                          | 5                                                              | 4                                                              |
| 3                                                              | Torbjörn Blomdahl                                              | 21                                                             | 16                                                             | 16                                                             | 1,000                                                          | 4                                                              | 3                                                              |
| 4                                                              | Sameh Sidhom                                                   | 17                                                             | 15                                                             | 16                                                             | 0,937                                                          | 5                                                              | 2                                                              |

| Abschlusstabelle Gruppe R Spielzeit: 21. September 2019; 20:00 | Abschlusstabelle Gruppe R Spielzeit: 21. September 2019; 20:00 | Abschlusstabelle Gruppe R Spielzeit: 21. September 2019; 20:00 | Abschlusstabelle Gruppe R Spielzeit: 21. September 2019; 20:00 | Abschlusstabelle Gruppe R Spielzeit: 21. September 2019; 20:00 | Abschlusstabelle Gruppe R Spielzeit: 21. September 2019; 20:00 | Abschlusstabelle Gruppe R Spielzeit: 21. September 2019; 20:00 | Abschlusstabelle Gruppe R Spielzeit: 21. September 2019; 20:00 |
| Platz                                                          | Name                                                           | Pkt. (+ 2x30)                                                  | Pkt.                                                           | Aufn.                                                          | ED                                                             | 1. HS                                                          | 2. HS                                                          |
| -------------------------------------------------------------- | -------------------------------------------------------------- | -------------------------------------------------------------- | -------------------------------------------------------------- | -------------------------------------------------------------- | -------------------------------------------------------------- | -------------------------------------------------------------- | -------------------------------------------------------------- |
| 1                                                              | Cho Jae-ho                                                     | 160                                                            | 57                                                             | 14                                                             | 4,071                                                          | 26                                                             | 8                                                              |
| 2                                                              | Kim Haeng-jik*1                                                | 37                                                             | 26                                                             | 14                                                             | 1,857                                                          | 5                                                              | 4                                                              |
| 3                                                              | Choi Sung-won*1                                                | 37                                                             | 25                                                             | 13                                                             | 1,923                                                          | 8                                                              | 3                                                              |
| 4                                                              | Choi Wan-young                                                 | 6                                                              | 18                                                             | 14                                                             | 1,285                                                          | 5                                                              | 4                                                              |

| Abschlusstabelle Gruppe S Spielzeit: 21. September 2019; 22:00 | Abschlusstabelle Gruppe S Spielzeit: 21. September 2019; 22:00 | Abschlusstabelle Gruppe S Spielzeit: 21. September 2019; 22:00 | Abschlusstabelle Gruppe S Spielzeit: 21. September 2019; 22:00 | Abschlusstabelle Gruppe S Spielzeit: 21. September 2019; 22:00 | Abschlusstabelle Gruppe S Spielzeit: 21. September 2019; 22:00 | Abschlusstabelle Gruppe S Spielzeit: 21. September 2019; 22:00 | Abschlusstabelle Gruppe S Spielzeit: 21. September 2019; 22:00 |
| Platz                                                          | Name                                                           | Pkt. (+ 2x30)                                                  | Pkt.                                                           | Aufn.                                                          | ED                                                             | 1. HS                                                          | 2. HS                                                          |
| -------------------------------------------------------------- | -------------------------------------------------------------- | -------------------------------------------------------------- | -------------------------------------------------------------- | -------------------------------------------------------------- | -------------------------------------------------------------- | -------------------------------------------------------------- | -------------------------------------------------------------- |
| 1                                                              | Trần Quyết Chiến                                               | 84                                                             | 30                                                             | 17                                                             | 1,764                                                          | 8                                                              | 6                                                              |
| 2                                                              | Ahn Ji-hun                                                     | 72                                                             | 27                                                             | 17                                                             | 1,588                                                          | 6                                                              | 5                                                              |
| 3                                                              | Lim Hyung-mook                                                 | 52                                                             | 22                                                             | 17                                                             | 1,294                                                          | 5                                                              | 3                                                              |
| 4                                                              | Roland Forthomme                                               | 32                                                             | 17                                                             | 17                                                             | 1,000                                                          | 8                                                              | 5                                                              |

*1 Penalty: Choi Sung-won vs.Kim Haeng-jik: 2:2, 1:2

Quellen:

## Halbfinale
Die beiden Gruppenersten qualifizieren sich für das Finale.

Die angegebenen Spielzeiten beziehen sich auf Ortszeit Seoul (MESZ +7h).
| Abschlusstabelle Gruppe T Spielzeit: 22. September 2019; 17:00 | Abschlusstabelle Gruppe T Spielzeit: 22. September 2019; 17:00 | Abschlusstabelle Gruppe T Spielzeit: 22. September 2019; 17:00 | Abschlusstabelle Gruppe T Spielzeit: 22. September 2019; 17:00 | Abschlusstabelle Gruppe T Spielzeit: 22. September 2019; 17:00 | Abschlusstabelle Gruppe T Spielzeit: 22. September 2019; 17:00 | Abschlusstabelle Gruppe T Spielzeit: 22. September 2019; 17:00 | Abschlusstabelle Gruppe T Spielzeit: 22. September 2019; 17:00 |
| Platz                                                          | Name                                                           | Pkt. (+ 2x30)                                                  | Pkt.                                                           | Aufn.                                                          | ED                                                             | 1. HS                                                          | 2. HS                                                          |
| -------------------------------------------------------------- | -------------------------------------------------------------- | -------------------------------------------------------------- | -------------------------------------------------------------- | -------------------------------------------------------------- | -------------------------------------------------------------- | -------------------------------------------------------------- | -------------------------------------------------------------- |
| 1                                                              | Eddy Merckx                                                    | 109                                                            | 35                                                             | 16                                                             | 2,187                                                          | 16                                                             | 6                                                              |
| 2                                                              | Semih Saygıner                                                 | 53                                                             | 21                                                             | 16                                                             | 1,312                                                          | 6                                                              | 4                                                              |
| 3                                                              | Ahn Ji-hun                                                     | 45                                                             | 19                                                             | 16                                                             | 1,187                                                          | 5                                                              | 4                                                              |
| 4                                                              | Jang Dae-hyun                                                  | 33                                                             | 16                                                             | 16                                                             | 1,000                                                          | 4                                                              | 4                                                              |

| Abschlusstabelle Gruppe U Spielzeit: 22. September 2019; 19:00 | Abschlusstabelle Gruppe U Spielzeit: 22. September 2019; 19:00 | Abschlusstabelle Gruppe U Spielzeit: 22. September 2019; 19:00 | Abschlusstabelle Gruppe U Spielzeit: 22. September 2019; 19:00 | Abschlusstabelle Gruppe U Spielzeit: 22. September 2019; 19:00 | Abschlusstabelle Gruppe U Spielzeit: 22. September 2019; 19:00 | Abschlusstabelle Gruppe U Spielzeit: 22. September 2019; 19:00 | Abschlusstabelle Gruppe U Spielzeit: 22. September 2019; 19:00 |
| Platz                                                          | Name                                                           | Pkt. (+ 2x30)                                                  | Pkt.                                                           | Aufn.                                                          | ED                                                             | 1. HS                                                          | 2. HS                                                          |
| -------------------------------------------------------------- | -------------------------------------------------------------- | -------------------------------------------------------------- | -------------------------------------------------------------- | -------------------------------------------------------------- | -------------------------------------------------------------- | -------------------------------------------------------------- | -------------------------------------------------------------- |
| 1                                                              | Kim Haeng-jik                                                  | 124                                                            | 44                                                             | 15                                                             | 2,933                                                          | 14                                                             | 8                                                              |
| 2                                                              | Cho Jae-ho                                                     | 92                                                             | 36                                                             | 15                                                             | 2,400                                                          | 10                                                             | 7                                                              |
| 3                                                              | Daniel Sánchez                                                 | 20                                                             | 18                                                             | 15                                                             | 1,200                                                          | 6                                                              | 3                                                              |
| 4                                                              | Trần Quyết Chiến                                               | 4                                                              | 14                                                             | 15                                                             | 0,933                                                          | 4                                                              | 3                                                              |

Quellen:

## Finale
Die angegebene Spielzeit bezieht sich auf Ortszeit Seoul (MESZ +7h).
| Abschlusstabelle Gruppe V Spielzeit: 22. September 2019; 21:00 | Abschlusstabelle Gruppe V Spielzeit: 22. September 2019; 21:00 | Abschlusstabelle Gruppe V Spielzeit: 22. September 2019; 21:00 | Abschlusstabelle Gruppe V Spielzeit: 22. September 2019; 21:00 | Abschlusstabelle Gruppe V Spielzeit: 22. September 2019; 21:00 | Abschlusstabelle Gruppe V Spielzeit: 22. September 2019; 21:00 | Abschlusstabelle Gruppe V Spielzeit: 22. September 2019; 21:00 | Abschlusstabelle Gruppe V Spielzeit: 22. September 2019; 21:00 |
| Platz                                                          | Name                                                           | Pkt. (+ 2x30)                                                  | Pkt.                                                           | Aufn.                                                          | ED                                                             | 1. HS                                                          | 2. HS                                                          |
| -------------------------------------------------------------- | -------------------------------------------------------------- | -------------------------------------------------------------- | -------------------------------------------------------------- | -------------------------------------------------------------- | -------------------------------------------------------------- | -------------------------------------------------------------- | -------------------------------------------------------------- |
| 1                                                              | Semih Saygıner                                                 | 91                                                             | 32                                                             | 16                                                             | 2,000                                                          | 8                                                              | 7                                                              |
| 2                                                              | Cho Jae-ho                                                     | 79                                                             | 29                                                             | 16                                                             | 1,812                                                          | 5                                                              | 5                                                              |
| 3                                                              | Eddy Merckx                                                    | 39                                                             | 19                                                             | 16                                                             | 1,187                                                          | 5                                                              | 4                                                              |
| 4                                                              | Kim Haeng-jik                                                  | 31                                                             | 17                                                             | 16                                                             | 1,062                                                          | 7                                                              | 4                                                              |

Quellen:

## Abschlusstabelle
| Endklassement    | Endklassement | Endklassement          | Endklassement | Endklassement | Endklassement | Endklassement | Endklassement | Endklassement | Endklassement |
| Phase            | Platz         | Name                   | Pkt. (+ 2x30) | Pkt.          | Aufn.         | GD            | BED           | HS            | Preisgeld     |
| ---------------- | ------------- | ---------------------- | ------------- | ------------- | ------------- | ------------- | ------------- | ------------- | ------------- |
| Finale           | 1             | Semih Saygıner         | 456           | 166           | 78            | 2,128         | 3,250         | 13            | 50.000 US$    |
| Finale           | 2             | Cho Jae-ho             | 421           | 156           | 60            | 2,600         | 4,071         | 26            | 21.000 US$    |
| Finale           | 3             | Eddy Merckx            | 288           | 107           | 65            | 1,646         | 2,187         | 16            | 18.000 US$    |
| Finale           | 4             | Kim Haeng-jik          | 363           | 155           | 71            | 2,183         | 3,153         | 14            | 15.000 US$    |
| Halb- Finale     | 5             | Trần Quyết Chiến       | 357           | 138           | 79            | 1,746         | 2,823         | 8             | 10.000 US$    |
| Halb- Finale     | 6             | Ahn Ji-hun             | 180           | 76            | 48            | 1,583         | 2,000         | 6             | 10.000 US$    |
| Halb- Finale     | 7             | Jang Dae-hyun          | 169           | 72            | 49            | 1,469         | 1,812         | 8             | 10.000 US$    |
| Halb- Finale     | 8             | Daniel Sánchez         | 166           | 73            | 47            | 1,553         | 2,200         | 7             | 10.000 US$    |
| Viertel- Finale  | 9             | Dick Jaspers           | 247           | 95            | 61            | 1,557         | 2,692         | 17            | 7.000 US$     |
| Viertel- Finale  | 10            | Dion Nelin             | 165           | 58            | 32            | 1,812         | 2,800         | 9             | 7.000 US$     |
| Viertel- Finale  | 11            | Lim Hyung-mook         | 151           | 52            | 35            | 1,485         | 1,666         | 10            | 7.000 US$     |
| Viertel- Finale  | 12            | Choi Sung-won          | 138           | 59            | 30            | 1,966         | 2,062         | 11            | 7.000 US$     |
| Viertel- Finale  | 13            | Roland Forthomme       | 128           | 53            | 30            | 1,766         | 2,769         | 14            | 7.000 US$     |
| Viertel- Finale  | 14            | Torbjörn Blomdahl      | 99            | 45            | 33            | 1,363         | 1,705         | 6             | 7.000 US$     |
| Viertel- Finale  | 15            | Sameh Sidhom           | 92            | 39            | 34            | 1,147         | 1,333         | 9             | 7.000 US$     |
| Viertel- Finale  | 16            | Choi Wan-young         | 76            | 45            | 31            | 1,451         | 1,588         | 7             | 7.000 US$     |
| Zweite 2. Chance | 17            | Nikos Polychronopoulos | 215           | 84            | 55            | 1,527         | 1,823         | 8             | 5.200 US$     |
| Zweite 2. Chance | 18            | Murat Naci Çoklu       | 198           | 74            | 54            | 1,370         | 2,142         | 9             | 5.200 US$     |
| Zweite 2. Chance | 19            | Heo Jung-han           | 197           | 88            | 46            | 1,913         | 2,133         | 11            | 5.200 US$     |
| Zweite 2. Chance | 20            | Tayfun Taşdemir        | 165           | 78            | 43            | 1,813         | 2,764         | 11            | 5.200 US$     |
| Zweite 2. Chance | 21            | Marco Zanetti          | 154           | 69            | 42            | 1,642         | 2,266         | 12            | 5.200 US$     |
| Zweite 2. Chance | 22            | Jérémy Bury            | 146           | 71            | 42            | 1,690         | 2,000         | 14            | 5.200 US$     |
| Zweite 2. Chance | 23            | Nguyễn Quốc Nguyện     | 70            | 35            | 34            | 1,029         | 1,294         | 6             | 5.200 US$     |
| Zweite 2. Chance | 24            | Therese Klompenhouwer  | 48            | 30            | 33            | 0,909         | 1,312         | 6             | 5.200 US$     |
| Erste 2. Chance  | 25            | Kim Hyun-suk           | 101           | 46            | 27            | 1,703         | 2,000         | 6             | 2.125 US$     |
| Erste 2. Chance  | 26            | Kang In-won            | 100           | 42            | 39            | 1,076         | 1,235         | 6             | 2.125 US$     |
| Erste 2. Chance  | 27            | Kim Min-seok           | 86            | 38            | 30            | 1,266         | 1,428         | 7             | 2.125 US$     |
| Erste 2. Chance  | 28            | Seo Chang-hoon         | 80            | 32            | 33            | 0,969         | 1,333         | 4             | 2.125 US$     |
| Erste 2. Chance  | 29            | Cho Myung-woo          | 76            | 45            | 33            | 1,363         | 1,562         | 5             | 2.125 US$     |
| Erste 2. Chance  | 30            | Lütfi Çenet            | 74            | 33            | 32            | 1,031         | 1,235         | 5             | 2.125 US$     |
| Erste 2. Chance  | 31            | Yoon Sung-ha           | 53            | 28            | 39            | 0,717         | 0,764         | 4             | 2.125 US$     |
| Erste 2. Chance  | 32            | Kim Hui-dong           | 22            | 24            | 29            | 0,827         | 1,117         | 5             | 2.125 US$     |

| Legende | Legende                                       |
| --- | --------------------------------------------- |
| Abk. | Bedeutung                                     |
| Pkt. | erzielte Punkte                               |
| Aufn. | benötigte Aufnahmen                           |
| ED | Einzeldurchschnitt                            |
| GD | Generaldurchschnitt                           |
| VGD | Verhältnismässiger Generaldurchschnitt        |
| BMD | Bester Mannschaftsdurchschnitt                |
| BED | Bester Einzeldurchschnitt                     |
| BSD | Bester Satzdurchschnitt                       |
| BEVD | Bester Einzel Verhältnismässiger Durchschnitt |
| HS | Höchstserie                                   |
| MP | Match Points                                  |
| PP | Partie Punkte                                 |
| G-U-V | Gewonnen-Unentschieden-Verloren               |
| SV | Satzverhältnis                                |
| WRP | Weltranglistenpunkte                          |
| | 1. Platz (Gold)                               |
| | 2. Platz (Silber)                             |
| | 3. Platz (Bronze)                             |
| | Bester GD des Turniers/Runde                  |
| | Bester VGD des Turniers/Runde                 |
| | Bester ED des Turniers/Runde                  |
| | Bester BVGD des Turniers/Runde                |
| | Beste HS des Turniers/Runde                   |
| (Evtl. finden nicht alle Begriffe Anwendung oder einige sind nicht aufgeführt. Diese können in der Liste der Karambolage-Begriffe nachgesehen werden.) |                                               |